# Jackson Pond
Der Jackson Pond ist ein gefrorener Schmelzwassertümpel im Wright Valley des ostantarktischen Viktorialands. Im Labyrinth liegt er auf halbem Weg zwischen dem Ende des Oberen Wright-Gletschers und dem Anvil Pond.
Das Advisory Committee on Antarctic Names benannte ihn 2004 nach dem US-amerikanischen Geologen Jeffrey K. Jackson von der Northern Illinois University, der von 1974 und 1975 am Bohrprojekt in den Antarktischen Trockentälern beteiligt war.